# متلحفيات
المتلحفيات (الاسم العلمي: Chlamydomonadales) هي رتبة من النباتات تتبع الطبقة من طائفة الأشنيات الخضراء.

## التصنيف
- المتلحفات
  - المتلحفة
  - الكارترية